# Podranki
Podranki (russisk: Подранки) er en sovjetisk spillefilm fra 1977 af Nikolaj Gubenko.

## Medvirkende
- Juozas Budraitis som Aleksej Bartenev
- Georgij Burkov som Sergej Pogartsev
- Aleksandr Kaljagin som Denis Kuskov
- Aleksej Tjerstvov som Aljosja Bartenev
- Zjanna Bolotova som Alla Konstantinovna